# 3 Scenes Plus a Tag from a Marriage
«3 Scenes Plus a Tag from a Marriage» (укр. «3 сцени плюс тег з подружнього життя») — тринадцята серія двадцять дев'ятого сезону мультсеріалу «Сімпсони», прем'єра якої відбулась 25 березня 2018 року у США на телеканалі «Fox».

## Сюжет
Після перегляду супергеройського фільму та на наполегливих прохань Барта і Ліси залишитись після титрів на кілька відкритих та прихованих сцен після титрів, сім'я Сімпсонів повертається додому зі Столиці. Гомер і Мардж починають розповідати історію про те, як вони жили там до одруження. Вони навідуються до своєї старої квартири, де заручена пара нових мешканців запрошує відвідати її.
Сімпсони продовжують розповідати власну історію власникам. Мардж була фотографинею, яка працювала в інформаційній компанії на чолі з Джей Джеєм Грубим, а Гомер працював у новій компанії під назвою «Flashmouth». Вони часто їздили на вечірки, переглядали фільми та спостерігали за зоряним небом на вершині машини, але після народження Барта їхня кар'єра та спосіб життя пішли під укіс. Гомер втратив роботу, а Мардж (не такій активній, як раніше) погрожував шеф замінити її, якщо та не отримає нову історію нічного життя.
У галереї сучасного мистецтва Мардж бере інтерв'ю у Джона Белдесарі. Тим часом Гомер і Барт приїжджають до неї після того, і Барт почав пустувати. Коли Мардж надала Джей Джею Грубому свої фотографії, вона втратила роботу, оскільки журнал втратив рекламодавців мистецтва «завдяки» Барту.
Після того, як Барту заборонили відвідувати дитячий садок, вони звернулись зі своїми проблемами до церкви. Отець Лавджой запропонував їм рішення — щоб заспокоїти проблемну дитину, потрібно народження другої дитини. Так народилася Ліса…
Розповіта подружжю історія є надто жахливою, через що пара розходиться. Майбутня дружина залишає будинок, але сім'я вимушено посміхається, щоб показати, що вони щасливі, повертає її назад.
У фінальній сцені сім'я повертається до Спрінґфілда, і дорогою Барт починає розпитувати більше історій про минуле родини. Вони зупиняються біля магазину бубликів, щоб попоїсти. Гомер і Мардж залишаються наодинці, як колись, але їх турбують діти, які залишаються в машині, поки дід Сімпсон спостерігає за ними.

## Виробництво
Спочатку серія «Homer Is Where the Art Isn't» мала вийти 11 березня 2018 року, пізніше серію «3 Scenes Plus a Tag from a Marriage» було заплановано випустити того дня як 12 серія сезону, «Homer Is Where the Art Isn't» — 18 березня як 13 серія, а серія «No Good Read Goes Unpunished» — 25 березня як 14 серія сезону. Однак, врешті решт, «3 Scenes Plus a Tag from a Marriage» було пересунено на тиждень, а «No Good Read Goes Unpunished» — на два.

## Ставлення критиків і глядачів
Під час прем'єри серію переглянули 2,15 млн осіб з рейтингом 0.9, що зробило її найпопулярнішим шоу на каналі «Fox» тієї ночі.
Денніс Перкінс з «The A.V. Club» дав серії оцінку B-, сказавши, що «ця фамільярність працює у серії більш, ніж декількома пристойними гегами, які стоять самі собою, незалежно від того, які каламути залишаються на часовій шкалі серіалу. Однак, це також несе в собі нотку самореферентної розваги, що змушує відчувати епізод як несуттєвий…». Також він заявив, що пара сценаристів, Том Гамміль і Макс Просс, надто старі, щоб запроваджувати новаторську комедію у «Сімпсонах».
Згідно з голосуванням на сайті The NoHomers Club більшість фанатів оцінили серію на 3/5 з такою самою середньою оцінкою.